# あの夏の風のように -TWO HEARTS TWO VOICES-
『あの夏の風のように』-TWO HEARTS TWO VOICES-（あのなつのかぜのように）は2019年8月7日リリースされた稲垣潤一18枚目のベスト・アルバム。規格品番：UICZ-4460。

## 解説
2008年から2015年にかけて発売されたデュエット・アルバム「男と女」5作品の収録曲から夏のドライブ向け楽曲を選曲した、全14曲。SHM-CD仕様。

## 収録曲
1. 1ダースの言い訳（Duet with 伊集院幸希）
2. 真夏の夜の夢（Duet with 岡本真夜）
3. 浪漫飛行（Duet with NOKKO）
4. 天使のウィンク（Duet with 藤田恵美）
5. 唇よ、熱く君を語れ（Duet with 高橋洋子）
6. 真夏の出来事（Duet with Shimva）
7. ロックンロール・ウィドウ（Duet with 山下久美子）
8. フレンズ（Duet with 遊佐未森）
9. 悲しみがとまらない（Duet with 小柳ゆき）
10. Hello, my friend（Duet with 高橋洋子）
11. September（Duet with EPO）
12. 風立ちぬ（Duet with 島田歌穂）
13. また君に恋してる（Duet with 藤本美貴）
14. ドラマティック・レイン（Duet with 中森明菜）